# Узман Маронг
Узман Маронг (енгл. Ousman Marong; Кололи, Серекунда, 21. јуна 1999) гамбијски је фудбалер који тренутно наступа за Радник из Сурдулице.

## Каријера
Узман Маронг рођен је у Серекунди, гамбијском урбаном центру, недалеко од главног града Банџула. Поникао је у Суперстарс академији у матичној држави, а као омладинац наступао је у Израелу, где је у сезони 2017/18. био члан Бајтара из Нетање. Почетком 2019. године, Маронг је приступио екипи крушевачког Трајала, током зимског прелазног рока, са којом је почео припреме пред наставак сезоне.
Свој први, незванични, наступ за Трајал, Маронг је остварио против Темнића из Варварина, када је у игру ушао у другом полувремену. Касније, током припремног периода, Маронг је наступио на још 6 пријатељских утакмица, од којих је пет пута био стартер, а док је са клупе ушао још на сусрету против Радничког у Нишу. Маронг је, недуго затим, званично лиценциран за Трајал, а у економату клуба задужио је дрес са бројем 14.
У Првој лиги Србије, Маронг је дебитовао на отварању пролећног дела такмичења за сезону 2018/19, када је Трајал гостовао екипи ТСЦ Бачке Тополе. На сусрету следећег кола, против Бечеја, Маронг је изостављен из стартне поставе Трајала, али је у игру ушао у 60 минуту, уместо Уроша Степановића. На наредној утакмици, против Инђије, Маронг је постигао два поготка у победи своје екипе резултатом 3ː0. Нешто касније, Маронг је погодио и на сусрету против Слободе из Ужица. На другој утакмици доигравања за опстанак, одиграној у Новом Пазару, против истоимене екипе, Маронг је асистирао код оба поготка Ивице Јовановића у победи гостујуће екипе резултатом 2ː0. Одмах затим, у следећем колу, Маронг је најпре асистирао Ивици Јовановићу за први гол на утакмици, а потом и сам погодио за коначних 3ː1 против Телеоптика. Маронг је, потом, погађао и на утакмицама против Будућности у Добановцима, односно против Слободе у Ужицу у претпоследњем колу сезоне. На последњој утакмици у сезони, против Бечеја, Маронг није наступио.
Након праћења игара које је Маронг пружао као играч Трајала, спортски сектор Црвене звезде донео је одлуку да доведе играча у тај клуб. Маронг је крајем јуна 2019. прошао лекарске прегледе, а затим потписао трогодишњи уговор, са опцијом продужетка за додатних годину дана. Непосредно након тога, прослеђен је на позајмицу Графичару, са којим је отпочео припреме за такмичење у Првој лиги Србије. Вредност трансфера процењена је на 250 хиљада евра, а обештећење је припало његовом матичном клубу, Суперстарс академији, са којом је био везан уговором све до доласка у Црвену звезду. Први званичан наступ за Графичар, Маронг је уписао на гостовању Златибору у Чајетини, на отварању такмичарске 2019/20. Маронг је том приликом играо до 76. минута сусрета, који је завршен без погодака. На сусрету наредног кола, против Жаркова, Маронг је изнудио једанаестерац за свој тим, након што је играч гостујуће екипе одиграо руком после његовог центаршута. Казнени ударац је реализовао Стефан Марјановић у 35. минуту игре, за минималну победу Графичара. У следећем колу, против свог бившег клуба, Трајала, Маронг је био на клупи за резервне играче и није улазио у игру, док је за сусрет четвртог кола, против Колубаре изостављен из протокола. Ушавши у игру уместо Стефана Фићовића, на гостовању Будућности у Добановцима, у оквиру петог кола Прве лиге, Маронг је постигао погодак за коначних 2:2 у завршници сусрета. Одмах затим, у следећем колу, Маронг је погодио у победи од 2:1 на гостовању Смедереву. Маронг је трећи погодак у дресу Графичара постигао против свог бившег клуба, Трајала, у 18. колу Прве лиге Србије. Поготком за минималну победу над Земуном у 23. колу, Маронг је допринео потврди првог места на табали Прве лиге Србије, за јесењи део такмичарске 2019/20. Средином децембра 2019, Маронг је са екипом Графичара учестовао на турниру у Куенмингу, на ком су биле још и екипе Шалкеа, Спартака из Москве, као и селекција домаће Кине у узрасту до 20 година старости. Графичар је на том турниру освојио прво место. На пролећној премијери, Маронг је био стрелац првог поготка у победи своје екипе на гостовању Радничком у Пироту, резултатом 3 : 0.
Крајем јула 2020. године, Маронг је отишао на једногодишњу позајмицу екипи Хапоела из Ранане. Ту је наступио на 15 утакмица у другом рангу такмичења, после чега је поново обукао дрес Графичара. Након тога је напустио филијалу Црвене звезде и прешао у састав Академије Пандев. Средином августа 2022. потписао је за сурдулички Радник.

## Репрезентација
Средином маја 2018. године, Маронг је добио позив у састав репрезентације Гамбије у узрасту до 23 године старости. На два наступа, колико је забележио за тај тим, Маронг је постигао један погодак.

## Начин игре
Узман Маронг је 173 центиметра високи фудбалер, који најчешће наступа у везном реду. Важи за играча способног да се креће између линија (енгл. Box-to-box), те на тај начин покрива већи део простора у средишњем делу терена. Током боравка у Израелу, Маронг је за омладинску екипу Бајтара из Нетање постигао 9 голова на 24 одигране утакмице, а погађао је и са већих раздаљина од гола.
Доласком у фудбалски клуб Трајал, Маронгу је тренер Горан Лазаревић додељивао различите улоге на терену, како би имао већи увид у његове могућности. Користио га је на више позиција у везном реду, па је фудбалер на тај начин наступао као дефанзивни везни, на бочним позицијама, или ближе нападачима. Од седам пријатељских утакмица, колико је одиграно током припремног периода, Маронг је на терену започео пет а на преостале две у игру је улазио са клупе. На неким утакмицама пружио је запажене партије, док је на сусрету са Колубаром у Лазаревцу над њим начињен једанаестерац, који је у корист екипе Трајала реализовао Ивица Јовановић.

Велики је потенцијал, али и радник, што није баш својствено највећем броју играча са овог континента, и верујем да је пред њим лепа будућност. Послушан је и вредан на тренинзима, пажљиво упија све савете и све је бољи, прави такмичар.

—Горан Лазаревић, тренер Трајала, април 2019.
Након прве две званичне утакмице за Трајал, на којима је имао одређену минутажу, Маронг је у оквиру 25. кола Прве лиге Србије одиграо свих 90 минута на сусрету са Инђијом. Он је тада постигао два од три поготка своје екипе, од чега други ефектним ударцем са 18 метара, те је по окончању утакмице изабран за најбољег појединца на терену. Два кола касније, Маронг је погодио и на утакмици против ужичке Слободе, те је тако остварио учинак од три гола на пет утакмица у пролећном делу такмичења, колико је забележио и његов саиграч Ивица Јовановић. На сусрету 28. кола Прве лиге, против Борца у Чачку, Маронг је изнудио слободан ударац, који је Марко Радивојевић реализовао за минималну победу Трајала. Нешто касније, на истој утакмици, Маронг је такође извео слободан ударац.
На утакмицама другог и трећег кола доигравања за опстанак у лиги, исте сезоне, Маронг је асистирао код три поготка и постигао четврти од укупно пет голова своје екипе. По окончању утакмице против Телеоптика такође је изабран и за најбољег појединца на терену, по други пут у дресу Трајала. Маронг је, потом, на наредне три утакмице постигао исто толико погодака, од чега му је гол против Жаркова поништен због недозвољене позиције. На истој утакмици, Маронг је био задужен за извођење прекида, рачунајући корнере и слободне ударце. Услед игара током пролећног дела сезоне и значајне улоге у поставци Трајала, Маронг је у завршници такмичења означен као водећи играч тог тима. Такође је описан као фудбалер ког одликују брзина, завидна техника и добар шут. Према статистици веб-сајта InStat, по завршетку сезоне 2018/19, Маронг је имао индекс 226, по чему се нашао на врху листе свих тадашњих фудбалера Трајала. Доласком у Графичар, Маронг је нову сезону у Првој лиги Србије започео као крилни играч, те га је тренер Милија Жижић у прва два кола користио као левог бочног играча у офанзивном делу терена. Маронг је на тај начин неретко користио своје моторичке способности како би створио предност у односу на чувара, приликом контри и полу-контри.

## Статистика

### Клупска
Ажурирано 3. фебруара 2023.
|                           |          |                      |     |    |   |   |   |   |   |   |     |    |  |  |
| Трајал (позајмица)        | 2018/19. | Прва лига Србије     | 14  | 6  | — | — | — | — | — | — | 14  | 6  |  |  |
|                           |          |                      |     |    |   |   |   |   |   |   |     |    |  |  |
| Графичар (позајмица)      | 2019/20. | Прва лига Србије     | 26  | 5  | — | — | — | — | — | — | 26  | 5  |  |  |
| Графичар (позајмица)      | 2020/21. | Прва лига Србије     | 11  | 2  | — | — | — | — | — | — | 11  | 2  |  |  |
| Графичар (позајмица)      | Укупно   | Укупно               | 37  | 7  | — | — | — | — | — | — | 37  | 7  |  |  |
|                           |          |                      |     |    |   |   |   |   |   |   |     |    |  |  |
| Хапоел Ранана (позајмица) | 2020/21. | Лига Леумит          | 15  | 2  | — | — | — | — | — | — | 15  | 2  |  |  |
|                           |          |                      |     |    |   |   |   |   |   |   |     |    |  |  |
| Академија Пандев          | 2021/22. | Прва лига Македоније | 31  | 4  | — | — | — | — | — | — | 31  | 4  |  |  |
| Академија Пандев          | 2022/23. | Прва лига Македоније | 0   | 0  | — | — | 2 | 0 | — | — | 2   | 0  |  |  |
| Академија Пандев          | Укупно   | Укупно               | 31  | 4  | — | — | 2 | 0 | — | — | 33  | 4  |  |  |
|                           |          |                      |     |    |   |   |   |   |   |   |     |    |  |  |
| Радник Сурдулица          | 2022/23. | Суперлига Србије     | 10  | 0  | 2 | 0 | — | — | — | — | 12  | 0  |  |  |
|                           |          |                      |     |    |   |   |   |   |   |   |     |    |  |  |
| Каријера                  | Каријера | Каријера             | 107 | 19 | 2 | 0 | 2 | 0 | — | — | 111 | 19 |  |  |
|                           |          |                      |     |    |   |   |   |   |   |   |     |    |  |  |